# Aphaenogaster mexicana
Aphaenogaster mexicana é uma espécie de inseto do gênero Aphaenogaster, pertencente à família Formicidae.